# It's Now or Never
"It's Now or Never" es una canción grabada por Elvis Presley y publicada como sencillo en 1960. Fue uno de los sencillos más exitosos de la carrera de Presley, con más de 20 millones de copias vendidas, siendo además uno de los sencillos más vendidos de todos los tiempos  con cifras de ventas que rondan en los 20 millones de copias. 
En el Reino Unido Elvis es el artista solista que más discos sencillos ha venido hasta el año 2012 durante los últimos 60 años siendo el simple It's Now or Never / A Mess of Blues el trabajo discográfico con mayores ventas.
It's Now or Never ha sido editado en formato sencillo con otros temas además de A Mess of Blues. En el mercado europeo una de las ediciones de mayor difusión fue junto al tema Make Me Know It.  o incluso en formato de EP con temas como Fame and Fortune y Stuck On You.  En el Reino Unido el sencillo se publicaría recién para la Navidad de 1960 lo que produjo una gran demanda de fans para obtener una copia por adelantado. 
La grabación de Presley tuvo lugar en los RCA Studio B de Nashville luego del regreso de Elvis de Alemania tras cumplir allí su segundo año de servicio militar.

## Historia
"It's Now or Never" es una de las dos adaptaciones que se hicieron de la popular canción napolitana, "'O Sole mio", compuesta por Eduardo di Capua en 1898. La primera adaptación, que llevó el título de "There's No Tomorrow", grabada por Tony Martin en 1949 y sirvió de inspiración para escribir la versión popularizada por Elvis Presley. La letra fue escrita por Aaron Schroeder y Wally Gold. 
A finales de los años 50, mientras se encontraba destinado en Alemania Occidental sirviendo en el Ejército de los Estados Unidos, Presley escuchó la versión grabada por Martin. Por esas fechas, también fue muy popular una versión "'O Sole Mio" publicada por Mario Lanza, a quien Presley admiraba. Según el New York Times, "le contó la idea a su editor de música, Freddy Bienstock, quien lo visitaba en Alemania... El Sr. Bienstock, quien muchas veces encontró compositores para Presley, regresó a su oficina de Nueva York, donde encontró a los compositores, el Aaron Schroeder y Wally Gold, las únicas personas en ese día. Los dos escribieron la letra en media hora. La canción se convirtió en número uno en países de todo el mundo y fue el sencillo más vendido de Presley... una canción que ellos terminaron en media hora fue la canción más importante de su carrera".
Barry White cita esta canción como su fuente de inspiración para cambiar de vida y convertirse en cantante tras su salida de prisión.

## Grabación
Durante las tomas en el estudio B de la RCA en Nashville, Elvis tuvo algunas dificultades para lograr el operístico final a todo pulmón, por lo que Bill Porter, el ingeniero a cargo, sugirió que ellos podían crear un empalme en el final, algo a lo que Elvis se opuso rotundamente expresando "Voy a hacer la canción hasta el final o no lo haré del todo".. Presley logró la toma definitiva el día 3 de abril de 1960. 

### Músicos de las sesiones
- Elvis Presley - voz
- The Jordanaires - coros
- Hank Garland - guitarra
- Scotty Moore - guitarra
- Bob Moore - bajo
- Floyd Cramer - piano
- D. J. Fintana - batería y percusión
- Bufdy Harman - batería y percusión [15]

## Listas de éxitos
| Lista (1960–61)                        | Posición |
| -------------------------------------- | -------- |
| Alemania (Der Musikmarkt)              | 2        |
| Australia (Kent Music Report)          | 1        |
| Canadá (CHUM Hit Parade)               | 1        |
| Bélgica (Flandes) (Ultratop 50)        | 1        |
| Irlanda (The Evening Herald)           | 1        |
| Países Bajos (Mega Single Top 100)     | 1        |
| Nueva Zelanda (Lever Hit Parade)       | 1        |
| Noruega (VG-lista)                     | 1        |
| Reino Unido Official Charts Company    |          |
| Sudáfrica (Springbok)                  | 1        |
| Estados Unidos (Billboard Hot 100)     | 1        |
| Estados Unidos Billboard Hot R&B Sides | 7        |
| Estados Unidos (Cash Box)              | 1        |

| Lista (1960)                          | Posición |
| ------------------------------------- | -------- |
| Sudáfrica                             | 1        |
| Estados Unidos Billboard Hot 100      | 7        |
| Estados Unidos (Cash Box)             | 2        |
| Lista (2005)                          | Posición |
| Reino Unido (Official Charts Company) | 1        |

## Ventas
| Pais                               | Certificación | Unidades certificadas |
| ---------------------------------- | ------------- | --------------------- |
| Alemania (BVM)                     | Oro           | 1.000.000             |
| Estados Unidos                     | Platino       | 5.000.000             |
| Finlandia                          | —             | 31.000                |
| Países Bajos                       | —             | 160.000               |
| Noruega                            | Plata         | 25.000                |
| Reino Unido (BPI) Ventas físicas   | Oro           | 1.300.000             |
| Reino Unido (BPI) Ventas digitales | Plata         | 200.000               |
| Suecia                             | —             | 100.000               |
| Ventas combinadas                  |               |                       |
| Bélgica, Holanda y Luxemburgo      | —             | 200.000               |